# Adnane El Ahmer
Adnane El Ahmer, né le 4 juillet 2006 à Casablanca (Maroc), est un footballeur marocain jouant au poste de milieu de terrain au Raja CA.

## Biographie

### En club
Natif de Casablanca, il intègre le centre de formation du Raja CA dès son plus jeune âge.

### En sélection
Adnane El Ahmer est appelé pour la première fois en sélection des moins de 17 ans par Saïd Chiba à l'occasion de la CAN des moins de 17 ans qui a lieu au printemps 2023 en Algérie,, dans un contexte de fortes tensions et incertitudes liées aux relations compliquées entre les deux voisins maghrébins,. Titulaire tout du long de la compétition, il permet aux siens de se qualifier pour la Coupe du monde grâce à ses remarquables prestations. Le 10 mai, il parvient à battre l'Algérie -17 ans en quarts de finael (victoire, 3-0). Il s'impose ensuite face au Mali pour atteindre la finale du tournoi,.Titulaire également en finale de la compétition face au Sénégal, les Marocains mènent au score à la mi-temps, avant que les Sénégalais reviennent au score en fin de match à Alger (défaite, 2-1),,.

## Palmarès

### En sélection
- Maroc -17 ans
  - Coupe d'Afrique des nations
    -  Finaliste en 2023